# Quaestor (EU)
Het Europees Parlement kiest uit haar midden de quaestores.
Zij hebben tot taak binnen de algemene richtlijnen die het Bureau daartoe stelt, administratieve en financiële taken te verrichten die rechtstreeks betrekking hebben op de leden. De huidige quaestores, gekozen op 2 juli 2014 zijn: 
- Élisabeth Morin-Chartier (EVP)
- Bogusław Liberadzki (S&D)
- Catherine Bearder (ALDE)
- Andrej Kovatsjev (EVP)
- Karol Karski (ECH)

In de periode 2007-09, waren er zes quaestores: Mia De Vits, Szabolcs Fazakas, Ingo Friedrich, Astrid Lulling, Jan Mulder en Jim Nicholson.

In de periode 2004-07, waren er vijf quaestores: Mia De Vits, Genowefa Grabowska, Astrid Lulling, Jim Nicholson en Godelieve Quisthoudt-Rowohl.